# Eubazus gracilicornis
Eubazus gracilicornis är en stekelart som först beskrevs av Charles Thomas Brues 1939.  Eubazus gracilicornis ingår i släktet Eubazus och familjen bracksteklar. Inga underarter finns listade i Catalogue of Life.